# 自由浮遊惑星

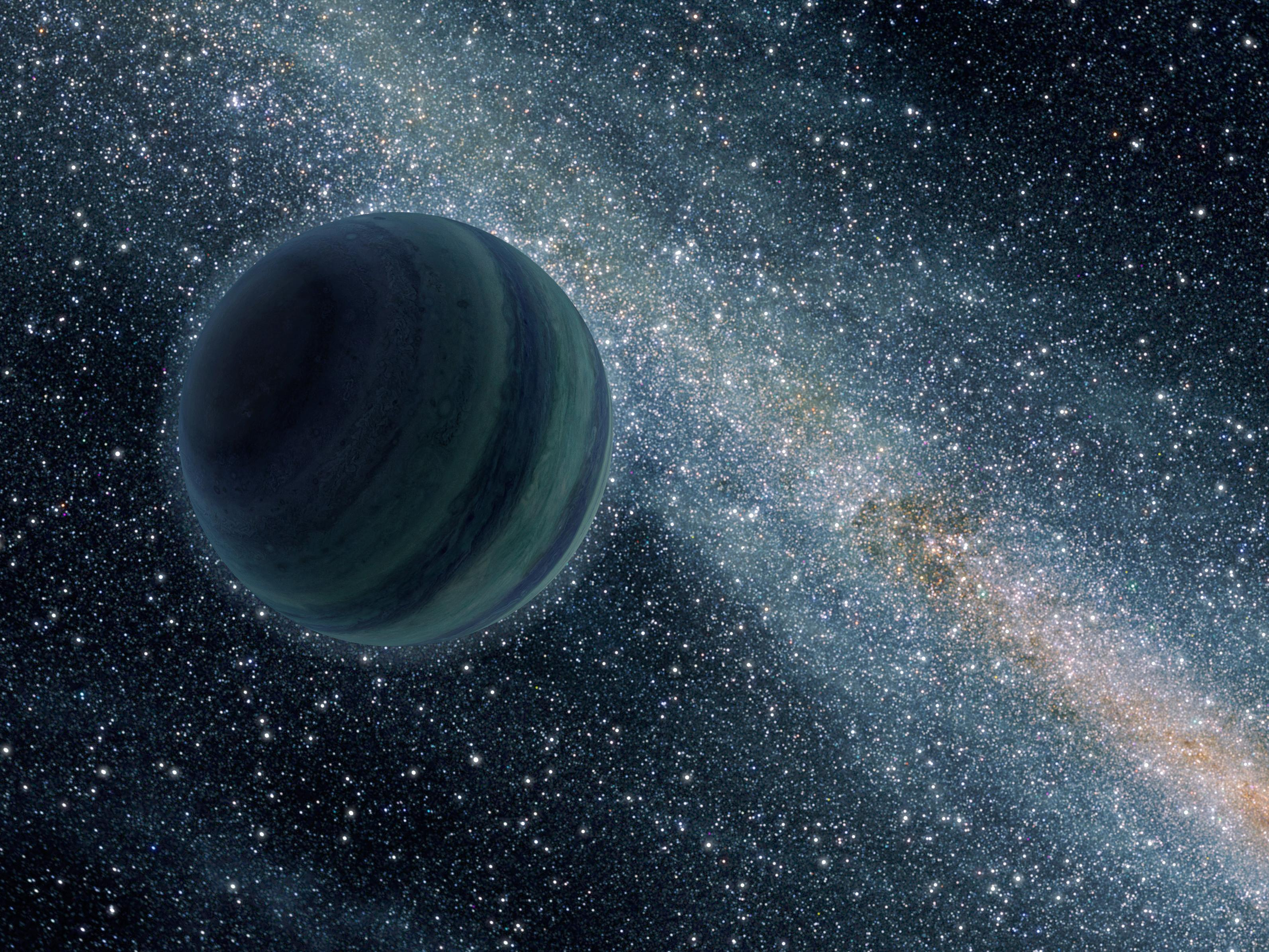
木星サイズの自由浮遊惑星のコンセプトアート（NASAによって作成）

自由浮遊惑星（じゆうふゆうわくせい）あるいは浮遊惑星（ふゆうわくせい、rogue planet）とは、惑星程度の質量であるが、それらが形成された惑星系から弾き出され、恒星や褐色矮星、あるいはその他の天体に重力的に束縛されておらず、銀河を直接公転している天体のことである。
2004年には S Ori 70 や Cha 110913-773444 など、そのような天体の候補がいくつか発見され、また、2021年12月24日にはヨーロッパ南天天文台 (ESO) が、へびつかい座ロー星近辺にある星形成領域において、木星程度の質量を持つ浮遊惑星を少なくとも70個発見した。2023年現在、アメリカ航空宇宙局(NASA)などが銀河系には恒星の20倍、数兆個の自由浮遊惑星が存在しているという推測結果を発表している。
惑星質量天体のいくつかは恒星と同じくガス雲の重力崩壊により形成されたものと考えられており、そのような天体に対して国際天文学連合は準褐色矮星 (sub-brown dwarf) と呼ぶことを提案していた。この種の惑星質量天体について、プラネターという名称も提案されていたが、天文学、惑星科学一般に広く受け入れられてはいない。

## 恒星間空間の熱
1998年、デビッド・スティーヴンソンは、冷たい恒星間空間を漂う惑星質量天体は、放射熱によって薄い大気を凍らせずに持ちうるということを理論化した。それによれば、圧力に誘発された遠赤外線放射が水素を含む大気によって透過できず、大気が保存されているとした。
惑星系の形成過程において、いくつかの小さな原始惑星が系から弾き出されることはあると考えられている。親星から離れるにつれて紫外線は弱まり、惑星の大気中の大部分を占める水素やヘリウムは、地球程度の大きさの天体の重力によっても容易に閉じ込められる。
1000バールの気圧の水素大気を持つ地球質量程度の天体では、断熱過程の気体の対流が発生し、核に残る放射性同位体の崩壊による地熱が地表を水の融点以上に温めることが計算で示された。このようなことから、恒星間の惑星で液体の水の海を持ったものが存在することが示唆されている。さらにこれらの惑星は長い間活発な地質活動を持ち、生命の誕生に必要な磁気圏や海底火山を持つものも存在すると考えられている。しかし、そのような天体の熱放射は極めて弱く、発見は難しいとされる。
惑星が恒星から弾き出されるシミュレーションの研究により、月質量程度の衛星を持った地球質量程度の惑星の約5 %は、恒星から離れた後も衛星を持ち続けることが示唆された。大きな衛星は大きな潮汐加熱の源となり得る。

## プラネターの原始惑星
現在では、褐色矮星 2M1207 の周囲を公転する 2M1207b 等、周囲に塵のディスクを持つ多くの太陽系外惑星が発見されている。もし恒星間の大きな天体のいくつかが準褐色矮星であるとすると、この塵のディスクは原始惑星ということになる。これらの天体を惑星であるとすると、塵のディスクは衛星ということになる。

## 自由浮遊惑星またはその候補の一覧
| 名前                       | 質量 (MJ)    | 直径 (RJ)       | 表面温度 (K) | 距離 (光年) | 備考                                           |
| -------------------------- | ------------ | --------------- | ------------ | ----------- | ---------------------------------------------- |
| S Ori 70                   | 3            | 1.6             | 1100         | 1435.1      | 初めて発見された自由浮遊惑星。                 |
| CFBDSIR J214947.2-040308.9 | 4 - 7        | ?               | ~700         | 130 ± 13    |                                                |
| PSO J318.5338-22.8603      | 6.5+1.3 −1.0 | 1.53+0.02 −0.03 | 1160+30 −40  | 80.2 ± 4.6  | 地球に最も近い自由浮遊惑星。                   |
| Cha 110913-773444          | 8            | 1.8             | 1350         | 163.1       | 褐色矮星とされている。                         |
| UGPS 0722-05               | 5 - 40       | 0.83 - 1.2      | 480 - 560    | 13 ± 2      | 観測値の誤差が大きい。褐色矮星の可能性が高い。 |
| S Ori 52                   | 5 - 15       | ?               | 1700 - 2200  | 1148        |                                                |
| S Ori 68                   | 5            | ?               | ?            | 1435.1      |                                                |
| CAHA Tau 1                 | 10           | ?               | 2080         | ?           |                                                |
| CAHA Tau 2                 | 11.5         | ?               | 2280         | ?           |                                                |
| ρ Oph 4450                 | 2 - 3        | ?               | 1400         | ?           |                                                |
| SDSS 0539-0059             | ?            | 0.804           | 1800         | ?           |                                                |
| WISE 0802+2527             | 13.08        | ?               | 1800         | 172.3       |                                                |
| WISE 0820+2632             | 12.48        | ?               | 2000         | 260.9       |                                                |
| WISE 0821+1443             | 13.47        | ?               | 700          | 48.9        |                                                |
| WISE 0830+4837             | 13.31        | ?               | 1700         | 202.2       |                                                |
| WISE 0920+4538             | 13.31        | ?               | 1700         | 78.3        |                                                |
| WISE 0838+1511             | 13.07        | ?               | 900          | 65.2        |                                                |
| MOA-ip-1                   | ?            | 0.63            | ?            | ?           |                                                |
| MOA-ip-2                   | ?            | 0.29            | ?            | ?           |                                                |
| MOA-ip-3                   | ?            | 0.32            | ?            | ?           |                                                |
| MOA-ip-4                   | ?            | 0.28            | ?            | ?           |                                                |
| MOA-ip-5                   | ?            | 0.21            | ?            | ?           |                                                |
| MOA-ip-6                   | ?            | 0.43            | ?            | ?           |                                                |
| MOA-ip-7                   | ?            | 0.46            | ?            | ?           |                                                |
| MOA-ip-8                   | ?            | 0.43            | ?            | ?           |                                                |
| MOA-ip-9                   | ?            | 0.30            | ?            | ?           |                                                |
| MOA-ip-10                  | ?            | 1.34            | ?            | ?           |                                                |

## 自由浮遊惑星を取り扱ったフィクション作品
- フィリップ・ワイリーのSF小説『地球最後の日』(1932) では、2連の自由浮遊惑星ブロンソン・アルファとブロンソン・ベータが地球に衝突する様子を描いている。1951年の映画版では、アルファはベラス、ベータはザイラと改名された。
- テレビ映画『アースフォール 地球壊滅』（Earthfall、2015）は、自由浮遊惑星の接近により隕石落下や地軸や自転・公転軌道の狂いに見舞われる地球を描いている[15]。
- "rogue planet" という用語が最初に使われたのは、1969年のポール・アンダースンの小説 Satan's World である。
- 『宇宙大作戦』のエピソード「ゴトス星の怪人」は、超人類の住む自由浮遊惑星を舞台としている。
- 『スタートレック:ディープ・スペース・ナイン』に登場する創設者の母星は、星雲の中の自由浮遊惑星であった。
- 『スタートレック:エンタープライズ』のエピソード「幻を狩る惑星」では、NX-01エンタープライズが地球と似た大気を持つ自由浮遊惑星を発見した。
- 『スター・ウォーズ・シリーズ』に登場する自由浮遊惑星ゾナマ・セコートは、始めに小説『ローグプラネット』で導入され、後に『ニュージェダイオーダーシリーズ』に移植された。
- 『スペース1999』では、地球の月が核廃棄物の爆発により軌道を外れ、自由浮遊惑星となる。
- 『ドクター・フー』のエピソード The Tenth Planet では、サイバーマンの故郷モンダスは、有史以前に太陽周回軌道を外れた地球の双子星で、1986年に軌道に復帰したと語られている。
- ビデオゲーム『メトロイドプライム2 ダークエコーズ』では、サムス・アランが自由浮遊惑星エーテルを訪れる。
- アーサー・C・クラークとスティーヴン・バクスターとの共著『太陽の盾（英語版）』では、アルタイルから弾き出された巨大ガス惑星が約2000年前に太陽と衝突し、太陽嵐の原因となったとされている。この惑星は太陽系内を通る間、ベツレヘムの星として見えた。
- 『宇宙戦艦ヤマト』では、銀河系と大マゼラン星雲の中間にある自由浮遊惑星のバラン星に、ガミラス帝国銀河系方面軍の基地が置かれていた。
- 『メランコリア』(2011) では、自由浮遊惑星メランコリアが地球に衝突する様子を静謐に描いている。地球滅亡の日、鬱病（メランコリア）患者は精神が安定するが健常者は精神が崩壊する。